# ناثانيل جونسون
ناثانيل جونسون (بالإنجليزية: Nathaniel Johnson)‏ هو سياسي أمريكي، ولد في 7 أبريل 1644، وتوفي في 1713. انتخب حاكم كارولينا الجنوبية ‏ (مارس 1703 – 26 نوفمبر 1709) وانتخب عضو مجلس النواب في البرلمان البريطاني.